# ボストン (原子力潜水艦)
|          |                                            |
| 艦歴     |                                            |
| 発注     | 1973年12月10日                             |
| 起工     | 1978年8月11日                              |
| 進水     | 1980年4月19日                              |
| 就役     | 1982年1月30日                              |
| 退役     | 1999年11月19日                             |
| 除籍     | 1999年11月19日                             |
| その後   | 原子力艦再利用プログラム                   |
| 性能諸元 |                                            |
| 排水量   | 満載：6,150 トン、 基準：5,779 トン        |
| 全長     | 110.3 m (362 ft)                           |
| 全幅     | 10 m (33 ft)                               |
| 喫水     | 9.7 m (32 ft)                              |
| 最大速   | 水上25 kt (46 km/h)、 水中30+ kt (56 km/h) |
| 潜行深度 | 290 m (950 ft)                             |
| 機関     | S6G reactor 1基                            |
| 乗員     | 士官12名、兵員98名                         |
| 兵装:    |                                            |
| モットー | Freedom's Birthplace                       |
|          |                                            |

ボストン(USS Boston, SSN-703)は、アメリカ海軍のロサンゼルス級原子力潜水艦の16番艦。艦名はマサチューセッツ州ボストンに因む。その名を持つ艦としてはボルチモア級重巡洋艦2番艦(CA-69/CAG-1)以来7隻目。

## 艦歴

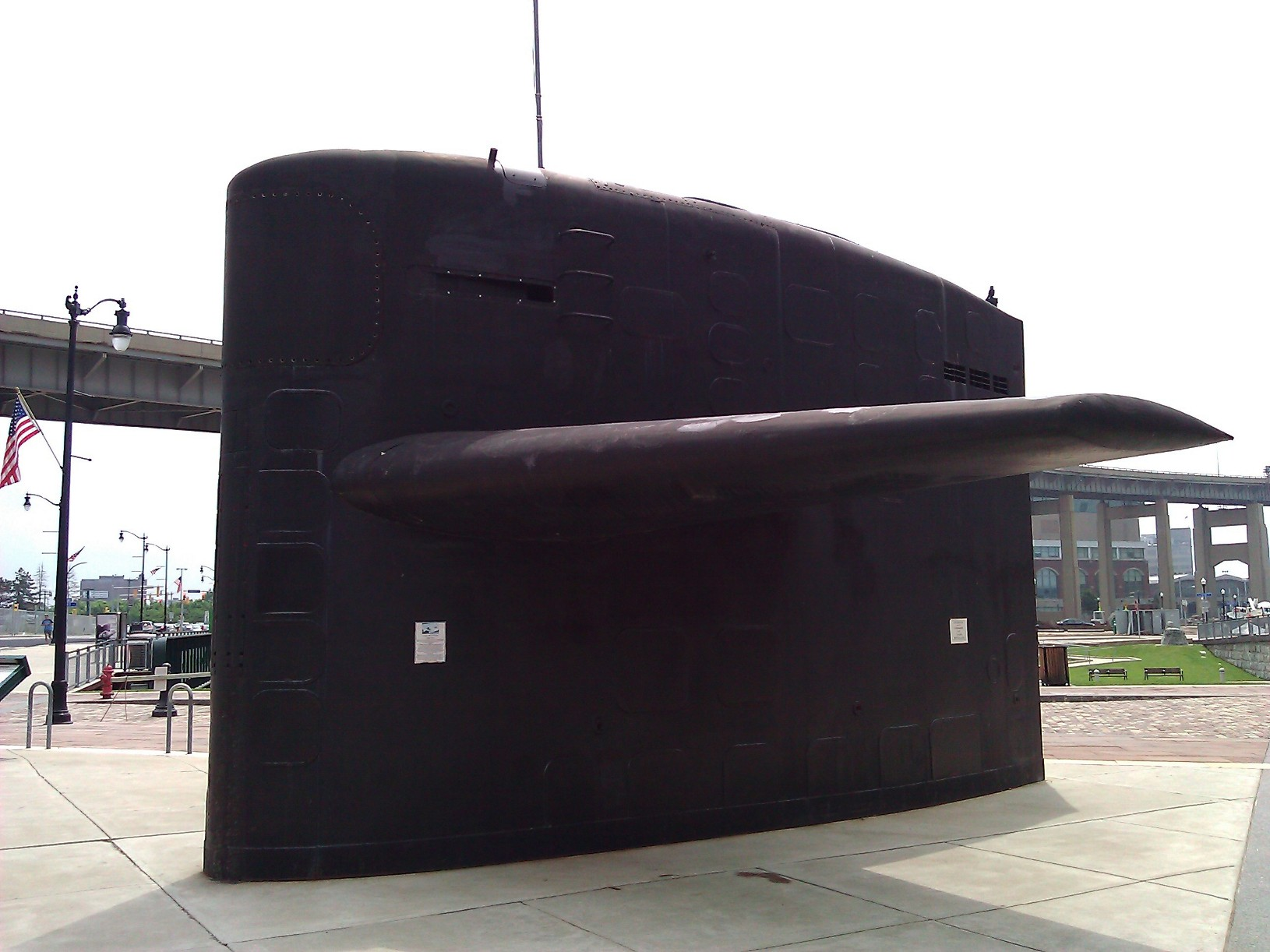
USS ボストンのサブ帆

ボストンの建造は1973年12月10日にコネチカット州グロトンのジェネラル・ダイナミクス・エレクトリック・ボート社に発注され、1978年8月11日に起工した。1980年4月19日にエドワード・イダルゴ夫人によって命名、進水し、1982年1月30日にジョン・M・バー艦長の指揮下就役した。
ボストンは1999年11月19日に退役、除籍された。2001年10月1日にワシントン州ブレマートンで原子力艦再利用プログラムに基づき解体が開始し、2002年9月19日に作業は完了した。ボストンのセイルと上部ラダーはニューヨーク州バッファローのバッファロー・エリー郡海軍軍事公園で公開されている。